# Aeroportul regional Ha'il
Aeroportul regional Ha'il (în arabă مطار حائل الإقليمي) (IATA: HAS, ICAO: OEHL) este un aeroport din Provincia Ha'il, Arabia Saudită ce deservește zona Ha'il⁠(d). Aeroportul a fost tranzitat în 2021 de 475.721 de pasageri. A fost numit după Provincia Ha'il.
Situat la o altitudine de 1.015 m, aeroportul dispune de 1 pistă. Este operat de General Authority of Civil Aviation⁠(d).

## Infrastructură

### Piste
Aeroportul dispune de o singură pistă. Pista 18/36 are suprafața de asfalt și dimensiunile 3.300 m × 45 m. 